# Brewcaria reflexa
Brewcaria reflexa là một loài thực vật có hoa trong họ Bromeliaceae. Loài này được (L.B.Sm.) B.Holst mô tả khoa học đầu tiên năm 1997.